# Cuabtlajapa
Cuabtlajapa är en ort i Mexiko.   Den ligger i kommunen Eloxochitlán och delstaten Puebla, i den sydöstra delen av landet, 250 km öster om huvudstaden Mexico City. Cuabtlajapa ligger 767 meter över havet och antalet invånare är 334.
Terrängen runt Cuabtlajapa är bergig åt nordväst, men åt sydost är den kuperad. Terrängen runt Cuabtlajapa sluttar brant österut. Runt Cuabtlajapa är det ganska tätbefolkat, med 100 invånare per kvadratkilometer. Närmaste större samhälle är Zongolica, 19,9 km nordväst om Cuabtlajapa. I omgivningarna runt Cuabtlajapa växer huvudsakligen savannskog.